# Mycalesis besina
Mycalesis besina är en fjärilsart som beskrevs av Hans Fruhstorfer 1908. Mycalesis besina ingår i släktet Mycalesis och familjen praktfjärilar. Inga underarter finns listade i Catalogue of Life.